# Бімирза
Бімирза́ (каз. Бимырза) — село у складі Шардаринського району Туркестанської області Казахстану. Входить до складу сільського округу Кауисбека Турисбекова.
У радянські часи село називалось Бемирза.
Населення — 79 осіб (2021; 142 у 2009, 117 у 1999, 353 у 1989).